# 14014 Münchhausen
(14014) Munchhausen, denumire internațională (14014) Münchhausen, este un asteroid din centura principală de asteroizi.

## Descriere
14014 Münchhausen este un asteroid din centura principală de asteroizi. A fost descoperit pe 14 ianuarie 1994 la Tautenburg de Freimut Börngen. Asteroidul prezintă o orbită caracterizată de o semiaxă mare de 3,06 ua, o excentricitate de 0,07 și o înclinație de 9,8° în raport cu ecliptica.